# XR311
XR311 (также известный как GI Hotrod или HMCV)  — американский прототип военного внедорожника, разработанный компанией FMC Technologyes совместно с компанией Chrysler.

## Разработка
Разработка внедорожника началась в 1969 как замена устаревшему на тот момент джипа М151, первый прототип был завершён в 1970 году. В 1971 году армия США заказала для испытаний
еще десять машин, 4 из которых оснащены ракетами TOW, 3 с пулемётами Browning M2 .50 и ещё 3 с пулемётами 7.62 мм М60. Вся техника была испытана 2-й бронетанковой дивизией, однако XR311 на вооружение так и не поступил, ведь командование старалось отдавать предпочтение более тяжёлой и гусеничной технике

## Конструкция
XR311 представляет собой полноприводный внедорожник 4х4, он имеет каркас из трубчатой стали, покрытый дополнительными листами металла. Водительское сиденье находится слева, пассажирское справа и по центру. Спереди также можно установить электрическую лебёдку грузоподъёмностью до 5 т. Трансмиссия Chrysler A-727 с автоматической коробкой передач находится сзади. Подвеска внедорожника полностью независима. На нём установлен 5.2 л 8-цилиндровый дизельный двигатель Chrysler LA  достигающий мощности 190 л.с при 4800 об/мин и позволяющий разгоняться до 90 км/ч. Также внедорожник пригоден для авиаперевозок и воздушного десанта. Стоимость одной модели вместе с ракетой TOW составляет $50 000.

## Снаряжение
Дополнительно снаряжение для внедорожника:
- Ящик с инструментами и огнетушитель
- Шины с пенным наполнителем
- Генераторы тока на 180 А
- Комплект съёмных сидений

## Вариации
XR311 включает в себя множество вариантов:
- Версия с шестиствольным 106-мм безоткатным орудием М40
- Версия с ракетой TOW
- Версия с пулемётом Browning M2HB .50
- Версия с пулемётом M60
- Конвойная версия с гранатомётом XM174
- Разведывательная машина
- Медицинская машина
- Машина военной полиции
- Миномётная машина
- Машина связи для ПВО